# Plutonia angulosa
Plutonia angulosa is een slakkensoort uit de familie van de Vitrinidae. De wetenschappelijke naam van de soort is voor het eerst geldig gepubliceerd in 1860 door Pierre Marie Arthur Morelet.